# Рихтер, Бенгт
Бенгт Ри́хтер (швед. Bengt Richter, 1670, Стокгольм — 1735, Вена; также известен как Бенедикт) — шведский медальер и резчик монетных штемпелей, ученик и зять А. Карлстейна; автор большого количества памятных медалей в честь правителей, военных деятелей, исторических событий.
Рихтер работал в медальерной мастерской в Париже, на Стокгольмском монетном дворе, а с 1712 года — старшим медальером монетного двора в Вене. Через три года он стал имперским инспектором по монетной чеканке.
Свои работы Бенгт Рихтер подписывал как «RICHTER», «B.R.», «R.». Использовались и другие подписи.

## Некоторые работы
- Медаль, посвящённая победе Карла XII под Ригой в 1701 году;
- Медаль, посвящённая Альтранштедтскому миру 1706 года (1709);
- Медаль в честь коронации Карла VI (1711);
- Медаль в честь сооружения в Вене здания «Landtafelgebäude» (1717);
- Медаль, посвящённая восстановлению после пожара аббатства Гетвайг (1718).